# Nino Galović
Nino Galović (Spalato, 6 luglio 1992) è un calciatore croato, difensore dell'Arouca.

## Statistiche

### Cronologia presenze e reti in nazionale
| Cronologia completa delle presenze e delle reti in nazionale ― Croazia under 21 | Cronologia completa delle presenze e delle reti in nazionale ― Croazia under 21 | Cronologia completa delle presenze e delle reti in nazionale ― Croazia under 21 | Cronologia completa delle presenze e delle reti in nazionale ― Croazia under 21 | Cronologia completa delle presenze e delle reti in nazionale ― Croazia under 21 | Cronologia completa delle presenze e delle reti in nazionale ― Croazia under 21 | Cronologia completa delle presenze e delle reti in nazionale ― Croazia under 21 | Cronologia completa delle presenze e delle reti in nazionale ― Croazia under 21 |
| Data                                                                            | Città                                                                           | In casa                                                                         | Risultato                                                                       | Ospiti                                                                          | Competizione                                                                    | Reti                                                                            | Note                                                                            |
| ------------------------------------------------------------------------------- | ------------------------------------------------------------------------------- | ------------------------------------------------------------------------------- | ------------------------------------------------------------------------------- | ------------------------------------------------------------------------------- | ------------------------------------------------------------------------------- | ------------------------------------------------------------------------------- | ------------------------------------------------------------------------------- |
| 10-9-2012                                                                       | Alicante                                                                        | Spagna under 21                                                                 | 6 – 0                                                                           | Croazia under 21                                                                | Qual. Europeo Under-21 2013                                                     | -                                                                               | 47’                                                                             |
| 24-3-2013                                                                       | Varaždin                                                                        | Croazia under 21                                                                | 3 – 0                                                                           | Svezia under 21                                                                 | Amichevole                                                                      | -                                                                               | 67’                                                                             |
| 3-9-2014                                                                        | Jelgava                                                                         | Lettonia under 21                                                               | 1 – 3                                                                           | Croazia under 21                                                                | Qual. Europeo Under-21 2015                                                     | -                                                                               |                                                                                 |
| Totale                                                                          |                                                                                 | Presenze                                                                        | 3                                                                               |                                                                                 | Reti                                                                            | 0                                                                               |                                                                                 |

## Palmarès

### Club

#### Competizioni nazionali
- Coppa di Croazia: 1

Rijeka: 2019-2020